# Ford Comuta
 (décembre 2021).
La Ford Comuta était un véhicule électrique expérimental conçu par Ford dans les années 1960. Le véhicule était alimenté par quatre batterie au plomb de 12 volts et 85 Ah.
Lorsqu'elle était complètement chargée, la voiture avait une autonomie de 60 kilomètres (37 miles) à une vitesse de 40 kilomètres par heure (25 miles par heure) et elle était capable d'atteindre une vitesse maximale de 60 kilomètres par heure (37 miles par heure). Seule une poignée de Comuta ont été produites, car le véhicule était une expérience.